# St. Josef (Düren)

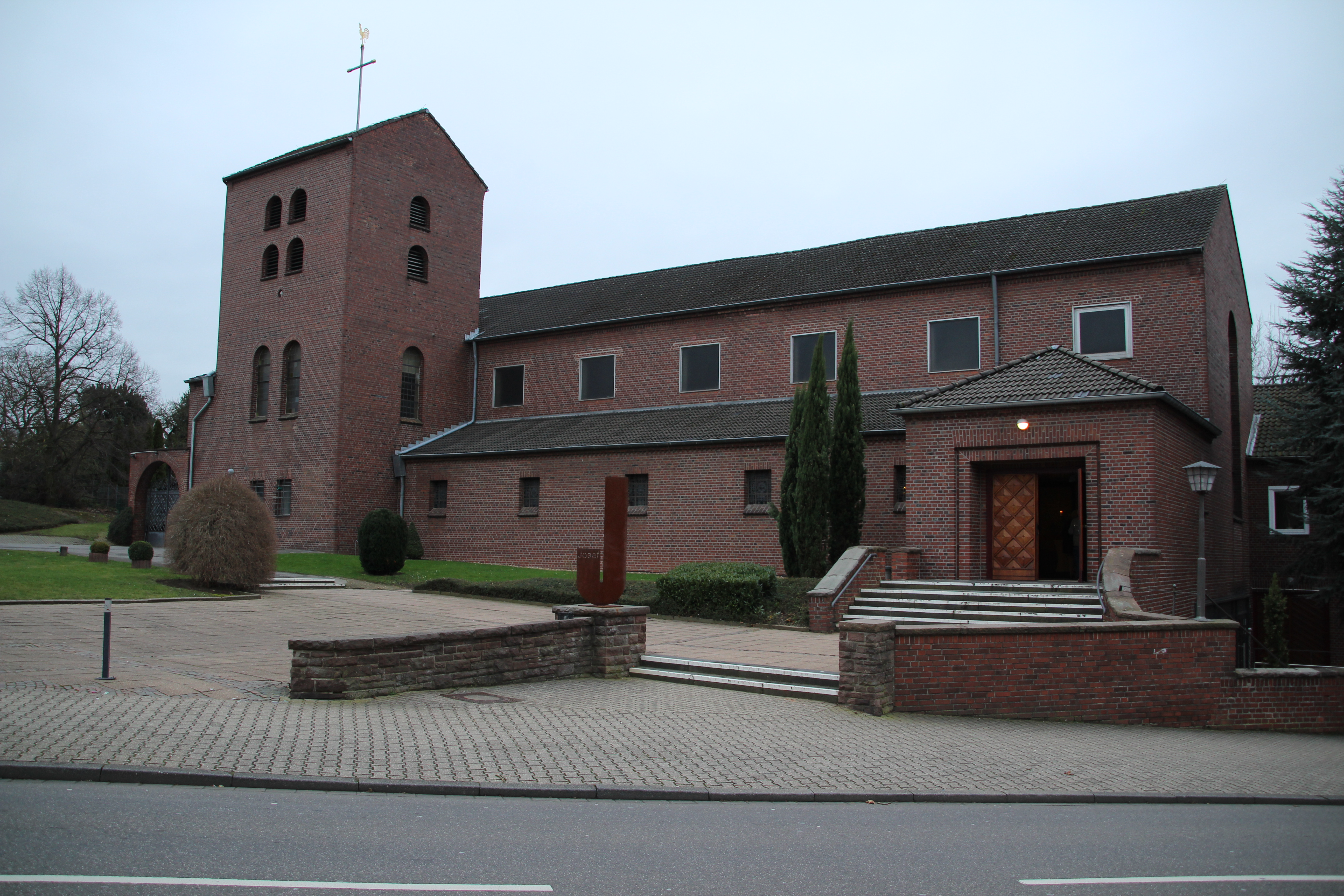
Josefskirche in Düren

St. Josef ist eine römisch-katholische Filialkirche in Düren, Nordrhein-Westfalen. Das Kirchengebäude wurde in den Jahren 1937 bis 1938 nach Plänen von Peter Salm erbaut und ist dem hl. Josef geweiht. Es gehört zur 2010 errichteten Großpfarre St. Lukas/Düren-Mitte.

## Lage
Die Josefskirche befindet sich im Süden von Düren an der Ecke Zülpicher Straße und Piusstraße. Zur Gemeinde gehören auch das alte und neue Muttergotteshäuschen.

## Geschichte
Ursprünglich befand sich am heutigen Standort der Josefskirche nie ein Gotteshaus. Bis Anfang des 20. Jahrhunderts befanden sich an diesem Standort noch Felder und Äcker. Erst seitdem wurde das Gebiet nach und nach bebaut. Am 8. Dezember 1928 gründete sich schließlich ein Kirchenbauverein für den Dürener Süden. Am 4. November 1931 wurde in der damals leerstehenden Riemann-Kaserne an der Euskirchener Straße zunächst eine Notkirche eingerichtet, die dem hl. Antonius von Padua geweiht war. Zugleich wurde innerhalb der Pfarre St. Anna das Rektorat St. Antonius gebildet. Da 1936 die Wehrmacht den Raum benötigte wurde nun ein Kirchenneubau im Süden Dürens nötig. 
Nachdem der preußische Ministerpräsident die Genehmigung zum Kirchenbau erteilte, konnte am 12. Oktober 1937 der erste Spatenstich auf dem bereits 1932 von der Pfarre erworbenen Grundstück erfolgen. Am 14. Oktober 1937 wurde der Grundstein gelegt. Am 25. September 1938 wurde das Gotteshaus schließlich durch den Aachener Weihbischof Hermann Joseph Sträter konsekriert. Die erste Trauung in der neuen Kirche fand am 2. Oktober 1938 statt. Die Pläne zur Kirche und des angebauten Pfarrhauses lieferte der Aachener Architekt Peter Salm. Gebaut wurde das Gotteshaus von der Birkesdorfer Firma Iven zum Preis von 140.000 RM aus Backsteinen. Zur gleichen Zeit wurde die neue Kaserne (Panzer-Kaserne) an der Stockheimer Landstraße gebaut. St. Josef wurde dadurch Standortkirche.
Am 1. April 1942 wurde das Rektorat St. Josef gebildet, zuvor war das Gotteshaus Teil des Rektorates St. Antonius. Dieses Rektorat stand nicht in Zusammenhang mit der Kirche St. Antonius im Grüngürtel. Jedoch war die Kirche nach wie vor eine Filialkirche innerhalb der Pfarre St. Anna, erlangte jedoch durch die Erhebung zum Rektorat eine gewisse Selbstständigkeit.
Beim Luftangriff auf Düren am 16. November 1944 wurde das Gebäude nur leicht beschädigt, sodass bereits am 22. April 1945 die erste hl. Messe nach dem Krieg in St. Josef gefeiert werden konnte. Außerdem wurde zwischen 1945 und 1948 der Annaschrein mit dem Annahaupt in der Kirche aufbewahrt, da die Annakirche beim Bombenangriff vollständig zerstört worden war. So wurden auch in diesen Jahren die Annaoktav und das Winterannafest in der Josefskirche gefeiert. 
Am 30. April 1952 wurde das Rektorat St. Josef schließlich zur eigenständigen Pfarrei erhoben und somit komplett von der Mutterpfarre St. Anna losgelöst. Somit wurde aus der Filialkirche St. Josef einer Pfarrkirche. Am 11. Oktober 1953 waren die Kriegsschäden an der Kirche beseitigt.  Ein Umbau der Kirche erfolgte in der Mitte der 1970er Jahre.
Zum 1. Januar 2010 wurde die Pfarre zusammen mit fünf weiteren Pfarren der Dürener Innenstadt aufgelöst und zur neuen Großpfarre St. Lukas/Düren fusioniert. Seitdem ist die Josefskirche keine Pfarrkirche mehr, sondern wieder eine Filialkirche, wie bis 1952 auch. Pfarrkirche dieser neuen Großpfarre wurde die Annakirche.
Im Dezember 2015 wurde die neue Paul-Kuth-Begegnungsstätte eingeweiht. Sie war bisher im benachbarten und 1973 eigenweihten Roncallihaus untergebracht, das verkauft wird. Der ehemalige Pfarrsaal im Souterrain der Kirche wurde um- und ausgebaut.

## Baubeschreibung
St. Josef ist eine dreischiffige Basilika in modernen Formen der 1930er Jahre aus Backsteinen. An das siebenachsige Langhaus schließt sich fließend der rechteckige im Südosten befindliche Chor an, der an der Südostwand mit einer ebenfalls rechteckigen Nische versehen ist, worin sich früher der Hochaltar befand und heute die Orgel. Der dreigeschossige Glockenturm befindet sich in der Ecke zwischen Südostwand des Seitenschiffs und der Nordostwand des Chors. Auf gena der anderen Seite des Chors befindet sich die Sakristei. Die Fenster waren bis auf die der Seitenschiffe nahezu alle mit einem Rundbogen versehen. Jedoch gestaltete man die Fensteröffnungen des Obergadens bei einem Umbau zu rechteckigen Fenstern um. Weiterhin wurden im Chor Fensteröffnungen zugemauert. Dies sind die einzigen tiefgreifenden Veränderungen der Nachkriegszeit an dem Bauwerk. Das Mittelschiff und der Chor werden von einer flachen Holzdecke überspannt und die Seitenschiffe von jeweils einer flachen und verputzten Betondecke. Im Untergeschoss des Bauwerkes befindet sich der Pfarrsaal.

## Ausstattung
Im Innenraum befindet sich eine Orgel der Firma Georges Heintz aus Schiltach mit 26 Registern auf zwei Manuale und Pedal verteilt. Das Instrument wurde am 21. April 1991 eingeweiht. Es ersetzt eine Orgel der Aachener Georg Stahlhuth Orgelbauanstalt mit 20 Registern. Sie wurde am 27. Mai 1954 eingeweiht. Bonifatius Stirnberg schuf den am 3. Januar 1981 geweihten neuen Altar, das Kreuz über dem Altar sowie den Tabernakel, den Ambo und die Leuchtergruppe. Der Kreuzweg stammt von dem Bildhauer Johann Müllenders aus Aachen. Besonders erwähnenswert sind die Buntglasfenster in den Seitenschiffen. Sie wurden von Ernst Jansen-Winkeln entworfen und stammen aus dem Jahr 1939. Es sind wohl die einzigen Buntglasfenster in Düren, die im Zweiten Weltkrieg in Düren unbeschädigt blieben.

## Glocken
| Nr. | Name  | Durchmesser (mm) | Masse (kg, ca.) | Schlagton (HT-1/16) | Gießer                                             | Gussjahr | Sonstiges                                                |
| 1   | Josef | 1.102            | 800             | fis' −1             | Feldmann & Eijsbouts; Fa. Monasterim, Münster      | 1965     | -                                                        |
| 2   | -     | 966              | 500             | gis' +-0            | Hans Hüesker; Fa. Petit & Gebr. Edelbrock, Gescher | 1938     | -                                                        |
| 3   | -     | 779              | 275             | h' +3               | -                                                  | 1575     | Leihglocke aus der ev. Dorfkirche, Ludwigsdorf (Sachsen) |

Motiv: Gloria

## Rektoren und Pfarrer
Folgende Pfarrer wirkten an St. Josef bis zur Auflösung der Pfarre 2010 (bis zur Pfarrerhebung 1952 trugen die Seelsorger den Titel Rektor):
| von – bis | Name                                              |
| --------- | ------------------------------------------------- |
| 1931–1934 | Josef Adolph (Rektor)                             |
| 1934–1937 | Johannes Gehlen (Rektor)                          |
| 1937–1972 | Wilhelm Bohnekamp (seit 1952 Pfarrer)             |
| 1972–1997 | Peter Kremer                                      |
| 1997–2010 | Ernst-Joachim Stinkes (2010 Auflösung der Pfarre) |